# Chad Hedrick
Chad Hedrick (n. 17 aprilie 1977, Spring⁠(d), Comitatul Harris, Texas, SUA) este un patinator de viteză ce a reprezentat Statele Unite ale Americii, medaliat olimpic. A participat la 2 ediții ale Jocurilor Olimpice (2006, 2010) în care a câștigat o medalie de aur, două medalii de argint și două medalii de bronz.